# 氷川神社 (さいたま市南区大谷口)
氷川神社（ひかわじんじゃ）は、埼玉県さいたま市南区の神社。

## 歴史
創建年代は不明である。ただ1649年（慶安2年）に社領10石が与えられていること、元禄年間（1688年 - 1704年）に大谷口村から分村した中尾・広ヶ谷戸・道祖土・柳崎各村共通の鎮守だったことから、江戸時代初期には既に存在していたものと推測される。
「安楽寺」が別当寺であった。安楽寺は天台宗の寺院で、現在の川越市の中院の末寺であったが、明治初期の神仏分離により、廃寺に追い込まれ、安楽寺の僧侶は還俗して当社の神職となった。
1873年（明治6年）、近代社格制度に基づく「村社」に列せられた。

## 交通アクセス
- 東浦和駅より徒歩19分
- 国際興業バス 浦04系統 「大谷口向」下車